# Rạp Ngọc Khánh
Rạp Ngọc Khánh là một trong những rạp chiếu bóng có quy mô lớn của Hà Nội. Ngọc Khánh Cinema (thuộc Trung tâm Văn hoá Dịch vụ Điện ảnh của Viện phim Việt Nam) hiện có quy mô gồm 4 rạp với tổng cộng 530 ghế. Phim của rạp được cập nhật thường xuyên (2 tuần/lần) với nhiều bộ phim mới của điện ảnh Việt Nam cũng như điện ảnh thế giới., chương trình phim được chiếu cùng với các cụm rạp trên cả nước. Các buổi chiếu của rạp cũng rất linh động, ngày thường từ 13h – 21h, ngày lễ, thứ 7, chủ nhật từ 10h – 21h.